# Иван Саболић
Иван Саболић (Петеранец, 24. август 1921 — Загреб, 25. јун 1986) је био академски вајар, редовни професор и декан Академије ликовних уметности у Загребу, а од 1975. године водитељ Мајсторске радионице.

## Биографија
Рођен је у Петеранцу у породици самоуког кипара и градитеља виолина уз којег је израдио прве радове у глини, међу којима су портрети оца, мајке и деда најстарији сачувани радови. Занатску школу похађа у Загребу. Дипломирао је 1944. на Академији ликовних уметности у Загребу. Радио је у класи Иве Лозице и Франа Кршинића а до 1946, похађао специјалку код Антуна Аугустинчића.
Први изложени радови, верни школи и традицији, анилазе повољан пријем код критика и публике. (Удовица 1948, Глава старца за коју добија награду владе НР Хрватске). Растрган између тражења нове властите форме и задатака на скулптурама споменицима, Саболић 1955. пролази кроз стваралачку кризу. У међувремену настају споменици посвећени темама ослободилачке борбе и револуције:споменик палим борцима на Угљану 1949/50, споменик хусинским рударима 1953, споменик жртвама фашистичког терора, Ровиљ 1953/56, споменик палим борцима Извидница у Копривници 1955, Устанак Костајница.
Иван Саболић је припадник послератне генерације кипара који су средином 20. века трагали за излазом из строгих оквира соцреализма и ангажоване уметности, при чему је Саболић синтезом и свођењем облика на знак и чисти геометријски ниво остао веран Подравини и традицији хрватске скулптуре. Био је редовни члан ХАЗУ.

## Стваралаштво
Аутор је споменика „Три песнице“ (Три шаке) на Бубњу, брду код Ниша, споменика хусинским рударима палима у Хусинској буни и НОБ-у (Тузла, 1956), споменика палим борцима НОБ-а у Копривници и остало.